# 沢田幸二
沢田 幸二（さわだ こうじ、1957年〈昭和32年〉12月8日  - ）は元九州朝日放送役員待遇エグゼクティブアナウンサー。山口県岩国市出身。

## 経歴
- 山口県立岩国高等学校・立教大学社会学部卒業[2]。銀行・放送局12局など就職試験を20社ほど受けた[4]。スポーツ実況とラジオを志望していてラテ兼営局・九州朝日放送（KBC）に合格。1980年4月、KBCにアナウンサーとして入社。同期は同じ山口県出身で同郷の和田安生、奥田智子、山本栄子（元KBCアナウンサー、現在はアメリカ在住）がいる。
- 当初はスポーツ実況を担当。1981年2月プロ野球キャンプ取材のため訪問初日の宮崎にてバスから降りる際に踏み外して足首を捻挫して取材できなくなり福岡へ翌朝強制送還され「出張費泥棒」と言われる[5]。
- 1981年12月7日、福岡国際マラソン雁ノ巣・折り返し点リポートの際にトップを走って来た宗茂を宗猛と識別できず「宗兄弟が来ました」と言ってしまう[6]。スポーツ担当を外された沢田は「（入社3年目は）仕事なかった」と後に告白するほどの不遇の時代を過ごす。
- 1983年5月30日に開始した平日帯 夜ワイド番組『PAO〜N ぼくらラジオ異星人』で当初は木曜日パーソナリティを担当する[7]。その後、月火曜日や月曜から水曜日パーソナリティを経て、1986年春からメインパーソナリティに昇格。卓越したマシンガントークで絶大な人気を獲得する。ラジオ番組専門誌「ラジオパラダイス」のパーソナリティ人気投票で年間ベスト3入りを果たして、当時の「局アナ」「夜ワイド」「DX（ラジオの遠距離受信）」ブームに乗り、全国区の人気者となった。この人気投票で常に激しい競争を展開していたCBCアナウンサー（当時）の小堀勝啓（『ラジオパラダイス』1987年9月号）、ニッポン放送アナウンサー（当時）の上柳昌彦との誌上共演企画が実現した。上柳は立教大学の1年後輩で親交があり、1989年3月12日に開催した『HITACHI FAN! FUN! TODAY』（ニッポン放送）の福岡でのイベント『FAN! FUN! in福岡』で共演した他[8]、沢田に第一子が出来た時は上柳が『FAN! FUN! TODAY』の番組内でお祝いの言葉を送った[9]。『上柳昌彦 ごごばん!』（ニッポン放送）の2013年11月6日放送分にゲスト出演した[10]。
- 1990年4月のKBCラジオ大型改編で『PAO〜N ぼくらラジオ異星人』は終了。KBC-INPAXの平日帯 昼ワイド番組『アフタヌーンスロープ』を1993年3月まで担当。その後はKBCテレビ『情報回遊TV うるとらマンボウ』を7年間担当。福岡空港でのガルーダ機事故の際に事故の様子を報道スタジオから全国に伝えた。
- 『情報回遊TV うるとらマンボウ』降板後はラジオ制作部長代理として、KBCラジオの平日帯 昼ワイド番組『栗田善成のそんなバナナ塾』番組プロデューサーを務めた。2002年、アナウンサーに復帰して、KBC編成局アナウンス部長に就任した。
- 平日帯 昼ワイド番組として復活したKBCラジオ『PAO〜N』のメインパーソナリティを2003年3月31日（月）より務めている。
- 定年退職後の継続雇用期間の目安となっている65歳を過ぎた2023年度以降もエグゼクティブアナウンサーとして引き続き活動している[11]。
- 2025年2月23日に福岡サンパレスホテル&ホールで行われたPAO〜Nのイベントで、3月いっぱいをもってKBCを退職、以後はKBC専属タレントとして同番組に出演する発表が行われた[12]。
- 2025年3月29日『BBIQ BBIQ 45年は はやいんかい presents 沢田幸二KBC卒業式～4月からもシクヨロで～』をesports Challenger's Parkにて、沢田と同期入社の和田安生と奥田智子が見届け人として卒業式を行った[13]。

## 現在の担当番組

### ラジオ
- PAO〜N（月曜 - 金曜13:00 - 16:00）
- DJサワダデス（日曜20:00 - 20:30）
- KBCラジオ・チャリティー・ミュージックソン（12月24日・25日）
- KBCニュース（不定期。主にPAO〜N内のGOGOトピックスを担当の場合あり）
- 中洲ジャズ特別番組、KBCラジオ65周年バースデーフェスタなど、不定期でラジオ特別番組も担当

### テレビ
- 前川清の笑顔まんてんタビ好キ - 不定期出演
- KBCニュース（不定期）
- とっても健康らんど（2023年4月8日 - ） - ナレーション

## 過去の担当番組

### テレビ（過去）
- テレビ11番街
- 情報回遊TV 天神マンボウ → 情報回遊TV うるとらマンボウ[14]
- 九州街道ものがたり - 朗読
- 夜はスッポン
- るり色の砂時計（日曜12:15 - 12:55） - ナレーター
- KBCテレビ アナログ放送終了時に放送された特別クロージングのナレーターを務めた
- 福岡恋愛白書18（2023年3月17日 - ）- 主人公の上司
- サワダデース（2008年3月31日 - 2020年9月24日） - メインキャスター [15]
  - 奥様向けの情報を、前番組の『アサデス。九州・山口』の出演者と共に届ける。
- PAO〜N TV（金曜深夜2:50 - ）
- シリタカ!（不定期）スポーツコーナーで、ラジオPAO〜Nのコーナー「ホークス マン オブ ザ ウイーク」をテレビでも放送している

### ラジオ（過去）
- 青春スパーク七転八倒
- 青春キャンパス - KBCキャンパスリーダー
- ヒットポップス フォーエバー
- カプセルマガジン
- PAO〜N ぼくらラジオ異星人（1983年5月 - 1990年4月7日）[2]
- Coke Sound pop up（1985年頃 - 1991年3月）
- アフタヌーンスロープ（1990年4月10日 - 1993年3月）[16]
- オールナイト沢田ショー（1990年 - 1991年）[17]
- おすぎとこうじの危ない関係（1990年 - 2003年3月）
- 宵の口ワイド 穴があったら入りたい（1995年10月 - 1997年3月、オフシーズン期）
- 沢田幸二と和田安生のラジオコング（1997年10月 - 1998年3月）
- 沢田幸二のラジオコング（1998年4月 - 1999年10月）
- 沢田幸二の土曜日だ!!（2000年4月 - 2003年3月）
- ハザマデス（2020年10月5日 - 2021年3月28日）